# Pollenia rufifemorata
Pollenia rufifemorata este o specie de muște din genul Pollenia, familia Calliphoridae, descrisă de Knut Rognes și Arturo Baz în anul 2008.
Este endemică în Spania. Conform Catalogue of Life specia Pollenia rufifemorata nu are subspecii cunoscute.